# 魚津対徳島商延長18回引き分け再試合
魚津対徳島商延長18回引き分け再試合（うおづたいとくしましょうえんちょう18かいひきわけさいしあい）は、1958年8月16日および8月17日に阪神甲子園球場で行われた、第40回全国高等学校野球選手権大会の準々決勝第4試合、富山県立魚津高等学校対徳島県立徳島商業高等学校の野球試合を指す。

## 試合前の状況
延長18回までで打ち切りというのは今大会から適用されたルールであったが、このきっかけを作ったのが徳島商のエース板東英二であった。板東は春季四国大会において、対高知商戦で延長16回、翌日の対高松商戦で延長25回の計41回を完投したのである。これを見た高野連役員が健康管理上問題ありとして連盟理事会に諮ったため、『延長戦は18回で打ち切りとし、引き分けの場合は翌日に再試合を行う』という延長引き分け再試合規定が決められた。この適用第1号となったのが奇しくも板東の投げる試合だった。
魚津は今大会が甲子園初出場であったが、1回戦で浪華商打線をエース村椿輝雄が4安打完封して波に乗った。続いて2回戦は明治と打ち合いの末7-6で逃げ切り、3回戦の桐生戦は村椿が4安打完封して準々決勝に進んできた。
対する徳島商は2回戦からの出場であった。板東は2回戦で秋田商を1安打17奪三振完封、3回戦は八女を4安打15奪三振1失点に抑えていた。

## 試合経過
8月16日　午後4時25分試合開始、同8時3分終了。
|        | 1 | 2 | 3 | 4 | 5 | 6 | 7 | 8 | 9 | 10 | 11 | 12 | 13 | 14 | 15 | 16 | 17 | 18 | R | H | E |
| ------ | - | - | - | - | - | - | - | - | - | -- | -- | -- | -- | -- | -- | -- | -- | -- | - | - | - |
| 徳島商 | 0 | 0 | 0 | 0 | 0 | 0 | 0 | 0 | 0 | 0  | 0  | 0  | 0  | 0  | 0  | 0  | 0  | 0  | 0 | 7 | 2 |
| 魚津   | 0 | 0 | 0 | 0 | 0 | 0 | 0 | 0 | 0 | 0  | 0  | 0  | 0  | 0  | 0  | 0  | 0  | 0  | 0 | 6 | 0 |

1. （延長18回）
2. 徳：板東（18回）
3. 魚：村椿（18回）
4. 審判
［球審］相田
［塁審］大橋・中西・谷村
［外審］美山・松井
5. 試合時間：3時間38分

| 徳島商 | 徳島商 | 徳島商            |
| 打順   | 守備   | 選手              |
| ------ | ------ | ----------------- |
| 1      | [中]   | 桧皮谷壱保（2年） |
| 2      | [右]   | 富田美弘（3年）   |
| 3      | [左]   | 広野翼（3年）     |
| 4      | [投]   | 板東英二（3年）   |
| 5      | [一]   | 大野護（3年）     |
| 6      | [捕]   | 大宮秀吉（3年）   |
| 7      | [遊]   | 大坂雅彦（2年）   |
| 8      | [三]   | 玉置秀雄（3年）   |
| 9      | [二]   | 荒川祥一（3年）   |

| 魚津 | 魚津 | 魚津              |
| 打順 | 守備 | 選手              |
| ---- | ---- | ----------------- |
| 1    | [三] | 堀田幸雄（3年）   |
| 2    | [左] | 東金和雄（3年）   |
|      | 打   | 倉谷洋史（1年）   |
|      | 右   | 板沢貢（3年）     |
| 3    | [投] | 村椿輝雄（3年）   |
| 4    | [一] | 吉田義夫（2年）   |
| 5    | [二] | 平内政次（3年）   |
| 6    | [捕] | 河田政之助（3年） |
| 7    | [右] | 貫名昭夫（2年）   |
|      | 右左 | 林美能留（3年）   |
|      | 打   | 森内正親（1年）   |
| 8    | [中] | 沢崎武夫（3年）   |
| 9    | [遊] | 盛本栄光（3年）   |

8月16日午後4時25分に試合開始となった。村椿が抜群の制球力で徳島商打線を打たせてとれば、板東は球威十分の剛速球で魚津打線から三振を取っていった。2人の力投で回は進み、最終回と定められた18回となった。先攻の徳島商は1死1、3塁のチャンスであったが、勝負をかけたスクイズバントが捕邪飛となり、続いて強気に重盗を試みたが失敗。後攻の魚津にも中越えの長打が出たが、3塁で刺された。試合終了は午後8時3分。板東は参考記録ながら大会記録となる1試合25奪三振を記録した。

## 再試合経過
8月17日　午後2時3分試合開始、同4時26分終了。
|        | 1 | 2 | 3 | 4 | 5 | 6 | 7 | 8 | 9 | R | H | E |
| ------ | - | - | - | - | - | - | - | - | - | - | - | - |
| 徳島商 | 0 | 0 | 0 | 1 | 0 | 2 | 0 | 0 | 0 | 3 | 8 | 2 |
| 魚津   | 0 | 0 | 0 | 0 | 0 | 0 | 1 | 0 | 0 | 1 | 5 | 3 |

1. 徳：板東（9回）
2. 魚：森内（3回1/3）、村椿（5回2/3）
3. 審判
［球審］相田
［塁審］大橋・中西・谷村
4. 試合時間：2時間23分

| 徳島商 | 徳島商 | 徳島商            |
| 打順   | 守備   | 選手              |
| ------ | ------ | ----------------- |
| 1      | [中]   | 桧皮谷壱保（2年） |
| 2      | [右]   | 富田美弘（3年）   |
| 3      | [左]   | 広野翼（3年）     |
| 4      | [投]   | 板東英二（3年）   |
| 5      | [一]   | 大野護（3年）     |
| 6      | [捕]   | 大宮秀吉（3年）   |
| 7      | [遊]   | 大坂雅彦（2年）   |
| 8      | [三]   | 玉置秀雄（3年）   |
| 9      | [二]   | 荒川祥一（3年）   |

| 魚津 | 魚津   | 魚津              |
| 打順 | 守備   | 選手              |
| ---- | ------ | ----------------- |
| 1    | [三]   | 堀田幸雄（3年）   |
| 2    | [遊]右 | 盛本栄光（3年）   |
| 3    | [左]投 | 村椿輝雄（3年）   |
| 4    | [一]   | 吉田義夫（3年）   |
| 5    | [二]   | 平内政次（3年）   |
| 6    | [捕]   | 河田政之助（3年） |
| 7    | [右]   | 板沢貢（3年）     |
|      | 遊     | 倉谷洋史（1年）   |
| 8    | [中]   | 沢崎武夫（3年）   |
| 9    | [投]   | 森内正親（1年）   |
|      | 左     | 東金和雄（3年）   |

再試合の先発投手は、魚津は森内、徳島商は板東だった。徳島商は4回表に適時打で先制し、6回表にもリリーフした村椿から適時打とスクイズで加点した。魚津も7回裏に1点を返し、8回裏には2死無走者から後続打者が粘りに粘って2死満塁とつめ寄ったが、ついに及ばなかった。板東はこの日も完投し、9三振を奪って大会奪三振数を66とした。これで第18回大会の明石中・楠本保の持っていた大会奪三振記録64を上回った。

## エピソード
8月16日の魚津対徳島商戦の試合が行われている最中に川崎球場ではプロ野球の大洋ホエールズ - 中日ドラゴンズ16回戦が行われていたが、この試合の3回表に停電事故による照明故障が発生して試合が中断した。結果として大洋 - 中日戦は停電ノーゲームになるが、照明修復作業中の真っ暗な球場に魚津対徳島商戦のラジオ中継が流され、川崎球場の観客はじっと聞き入っていたという。

## その後の両校の動き
徳島商の翌日の試合は準決勝の作新学院戦であったが、板東は1安打14奪三振の力投を見せた。しかし4連投となった決勝の柳井戦では、完投したものの14安打を浴びて7失点、奪三振は3と力尽きた。板東は大会記録となる83奪三振を記録した。
一方魚津は敗れはしたものの、蜃気楼旋風と称賛を受けた。地元・魚津市は2年前に死傷者179名を出した魚津大火という大惨事に見舞われており、復興途上にあっただけに魚津市民達は大いに勇気付けられ、帰郷した魚津ナインを熱狂的に歓迎した。
試合直後、熱戦の感動を詠んだ漢詩『称　魚津徳島両校之健斗』が魚津高校野球部に届けられた。作者は不明だが、詩吟として魚津市民らに歌い継がれている。
| 称 魚津徳島両校之健斗 |                                                        |
| 好投能制敵村椿        | 好投よく敵を制する村椿                                 |
| 必殺剛球彼板東        | 必殺の剛球彼板東                                       |
| 鳴尾甲園斗志漲        | 鳴尾の甲園に闘志漲り                                   |
| 白球飛箭挑蒼穹        | 白球飛箭（ひせん）して蒼穹（そうきゅう）＝青空＝に挑む |
| 縦横快技守塁美        | 縦横の快技守塁の美                                     |
| 十万喊声呼熱風        | 十万の喊声（かんせい）熱風を呼ぶ                       |
| 傾尽精魂回十八        | 精魂を傾け尽くして回十八                               |
| 健児名聞永無窮        | 健児の名聞永（とこしなえ）に窮まりなし                 |

## 参考資料
- 廣済堂出版 『ホームラン』2016年9月号臨時増刊、歴代春夏甲子園メンバー表大全集　p60、p107